# Gonçalo (Guarda)
Gonçalo é uma vila portuguesa sede da Freguesia de Gonçalo do Município da Guarda, freguesia com 27,1 km² de área e 960 habitantes (censo de 2021), tendo, por isso, uma densidade populacional de 35,4 hab./km².
Gonçalo situa-se numa das vertentes NE da Serra da Estrela distando 22 km da sede do município. 
A Freguesia de Gonçalo compreende lugares como Castelo dos Mouros, Fraga, Gonçalo (vila), Quintas de Avereiro, Quintas das Seixinhas, Cruz da Pedra, Quinta de Nossa Senhora da Misericórdia, Seixo Amarelo, entre outros.
Em 2013, na sequência de uma reorganização administrativa nacional, a freguesia de Gonçalo viu o seu território e a sua população aumentarem, ao ser-lhe anexado o território da extinta freguesia de Seixo Amarelo.

## História
Gonçalo é elevada a freguesia no século XVII. Estima-se que a sua toponímia tenha provindo dum homem, possivelmente um mestre da ordem militar da qual era pertencente a Comenda do concelho de Valhelhas até 1385, à ordem de D. João I de Portugal, Mestre da Ordem de Avis, Gonçalo Pérez ou Gonçalo Martínez.
Foi priorado do padroado real e pertenceu ao concelho de Valhelhas, que foi extinto em 24 de Outubro de 1855.
A sede da freguesia, a povoação de Gonçalo, foi elevada à categoria de vila a 21 de junho de 1995.

## Demografia
A população registada nos censos foi:
| Distribuição da População por Grupos Etários | Distribuição da População por Grupos Etários | Distribuição da População por Grupos Etários | Distribuição da População por Grupos Etários | Distribuição da População por Grupos Etários | Distribuição da População por Grupos Etários |
| -------------------------------------------- | -------------------------------------------- | -------------------------------------------- | -------------------------------------------- | -------------------------------------------- | -------------------------------------------- |
| Antes da agregação (Gonçalo e Seixo Amarelo) |                                              |                                              |                                              |                                              |                                              |
| Ano                                          | 0-14 anos                                    | 15-24 anos                                   | 25-64 anos                                   | >= 65 anos                                   | Total                                        |
| 2001                                         | 130                                          | 169                                          | 652                                          | 382                                          | 1333                                         |
| 2011                                         | 98                                           | 86                                           | 560                                          | 423                                          | 1167                                         |
| Após a agregação                             |                                              |                                              |                                              |                                              |                                              |
| Ano                                          | 0-14 anos                                    | 15-24 anos                                   | 25-64 anos                                   | >= 65 anos                                   | Total                                        |
| 2021                                         | 61                                           | 67                                           | 445                                          | 387                                          | 960                                          |

## Património
- Igreja Paroquial de Gonçalo
- Capela do Espírito Santo
- Capela do Calvário
- Capela de Nossa Senhora da Misericórdia

## Cestaria de Gonçalo

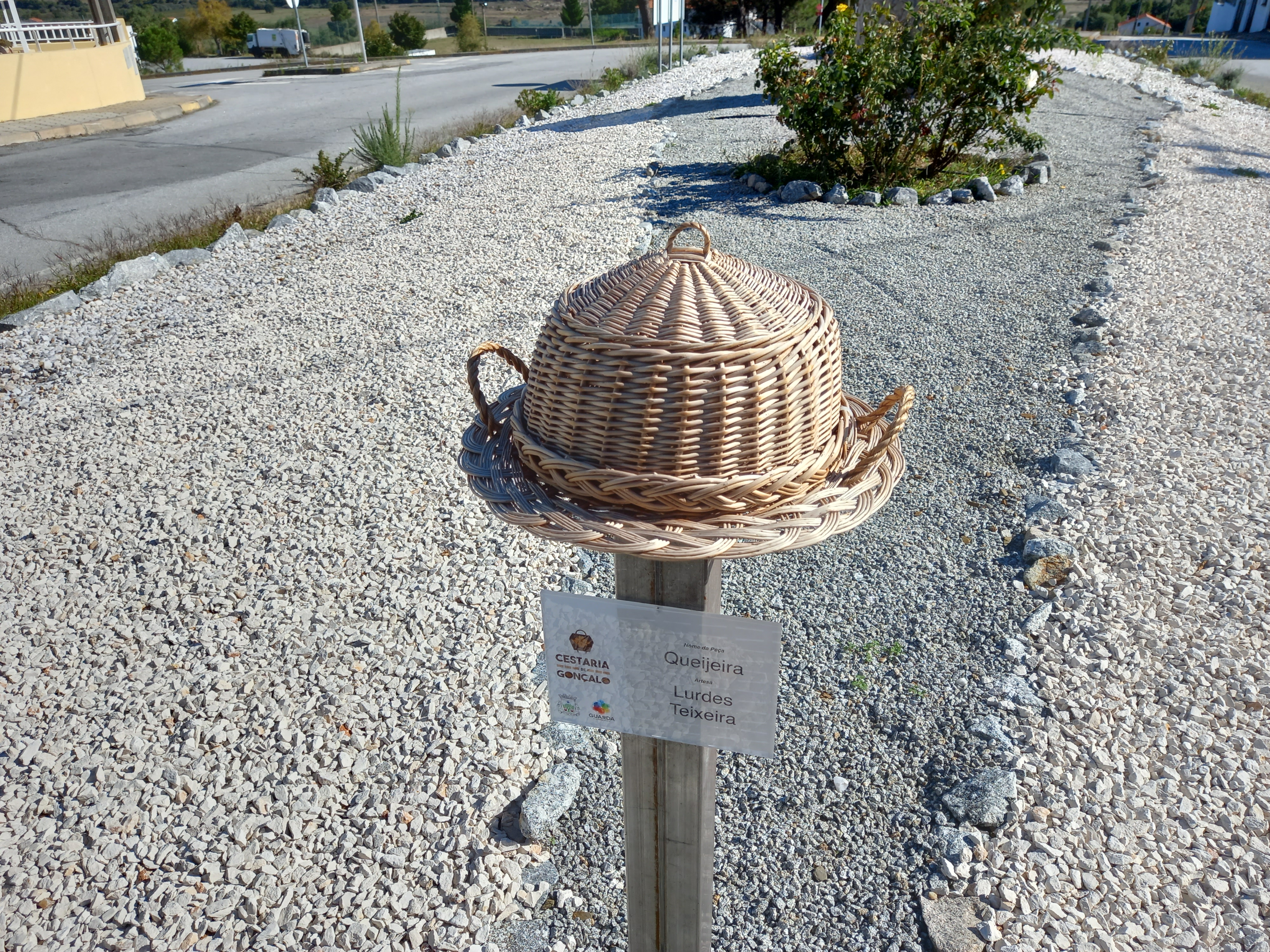
Cestaria de Gonçalo - Queijeira

A cestaria tradicional foi outrora uma atividade muito importante em Gonçalo, desde os finais do século XVIII. A cestaria gonçalense atinge o seu auge entre as décadas de 1960 e 1970, com grandes manufaturas cesteiras, a Vergal e a Vimarte, onde chegaram a colaborar mais de 200 cesteiros. Por exemplo, em 1967, a vila de Gonçalo possuía 500 cesteiros entre 2000 residentes.
Com o encerramento da Cooperativa do Artesanato, na década de 1990, a dinâmica do setor da cestaria diminuiu..